# کیوهیکو آزوما
کیوهیکو آزوما (あずまきよひこ  Azuma Kiyohiko, زادهٔ ۲۷ مه ۱۹۶۸) مانگاکای اهل ژاپن است. او از سال ۱۹۹۹ تا ۲۰۰۲ نویسنده و تصویرگر مجموعه مانگای کمدی یونکومای آزومانگا دای‌او بود که بعدها توسط استودیو جی.سی.استاف به یک مجموعه انیمه اقتباس شد. او از سال ۲۰۰۳ نگارش مانگای یوتسوبا تو! را آغاز کرد؛ اثری در ژانر برشی از زندگی که به ماجراهای یک دختر پنج‌ساله می‌پردازد و به صورت ماهانه در مجله دن‌گه‌کی دای‌او منتشر می‌شود.
هم مانگا و هم انیمهٔ آزومانگا دای‌او به خاطر طنز حاصل از شخصیت‌های عجیب و غریب آن مورد تحسین قرار گرفته‌اند و آزوما به خاطر سبک هنری و زمان‌بندی کمیک‌هایش به عنوان «استاد فرم چهارپنلی» شناخته شده است. یوتسوبا تو! نیز با استقبال گستردهٔ منتقدان و مخاطبان روبه‌رو شده و توانایی هنری آزوما، نویسندگی او و خلق و پرداخت شخصیت اصلی داستان، مورد تحسین قرار گرفته است. این مانگا جوایز و نامزدی‌های متعددی را از آن خود کرده است.